# وندیریروپو
وندیریروپو (به انگلیسی: Vandayarriruppu) یک روستا در هند است که در Orathanadu Taluk واقع شده‌است.

## خصوصیات
وندیریروپو ۱٬۸۴۴ نفر جمعیت دارد.